# Хронологія історії України (доісторична, антична доба і середньовіччя)
Хронологія історії України

## Доісторична доба
| Роки                           | Події |
| ------------------------------ | --- |
|                                | Доісторичні часи |
| 1 млн р. до н. е.              | Палеоліт. Королевська стоянка первісної людини у Закарпатті |
| 300 тис.р.до н. е.             | Датування стоянок людини на Дністрі (Сокіл), Дніпрі (Круглик), Сіверському Донці (Ізюм) |
| 300—30 тис. р. до н. е.        | Середній палеоліт (мустьє) на території України: понад 80 стоянок |
| 250—170 (100) тис.р. до .н. е. | Дніпровське (максимальне) зледеніння: крижаний панцир по Дніпру просунувся до порогів. |
| 75—10 тис. р. до н. е.         | Останнє зледеніння у Європі: льодовик просунувся до Полісся |
| 35—9 тис.р. до н. е.           | Верхній палеоліт на території України; відомо декілька окремих археологічних культур (Межиріцька, Анетівська, Спіцинська, Молодовська, Бринзенська, Липська, Мізинська). Міграції первісних мисливців з заходу і півдня. Найгустіше населення — на Дністрі, біля Дніпрових порогів і у південному Криму. |
| 9—6 тис. р. до н. е.           | Мезоліт на території України. Кукрецька, Кудлаївська, Гребениківська, Донецька, Рудоострівська, Пісочнорівська та інші археологічні культури. |
| 6—4 тис. до н. е.              | Неоліт на території України. Буго-Дністровська, Сурська культура, Дніпро-Донецька, Азово-Дніпровська та ін. культури. |
| 4—3 тис. до н. е.              | Енеоліт на території України. Трипільська, Середньостогівська та ін. культури. Будівництво трипільцями перших міст, з населенням до 46 000 мешканців. |
| 3—1 тис. до н. е.              | Бронзова доба. Ямна культура, Катакомбна культура, Кемі-обінська, Східнотшинецька, Комарівська, Зрубна, Сабатинівська, Білогрудівська, Чорноліська та ін. культури. |
| 1100—200 рр. до н. е.          | Культури залізної доби на території України: Зарубинецька культура, Кизил-кобінська, Лужицька культура, Скіфська, Сарматська, Юхнівська та ін. археологічні культури залізної доби |

## Антична доба
|                                | Античні часи |
| 1250—700 рр. до н. е.          | Кімерійці у Північному Причорномор'ї, таври у Криму. Заснування близько 1250 року до н. е. у гирлі Інгулу міста кімерійців. |
| 700—300 рр. до н. е.           | Скіфи у Північному Причорномор'ї. Ймовірно, їхня «столиця» — Метрополь — нині Кам'янське городище біля сучасного Енергодара на Дніпрі. відомі також їх величезні городища на Полтавщині (Більське городище — Гелон), Поділлі, Київщині. |
| 647 до н.е.                    | Заснування 1-ї грецької колонії у Північному Причорномор'ї — Борисфеніди у гирлі Дніпра. |
| бл. 600 до н.е.                | Заснування греками Ольвії та Пантікапея |
| бл.550 до н.е.                 | Заснування Феодосії та Керкінітиди у Таврії |
| 528 до н.е.                    | Заснування гераклейцями Херсонесу |
| 513 до н.е.                    | Невдалий похід Дарія І на скіфів (Скіфи уникали головної битви, виснажуючи персів дрібними сутичками і нападами). |
| 502 до н.е.                    | Заснування Тіри (Офіусси) — нині Білгород-Дністровський. За відомостями ЮНЕСКО, Білгород-Дністровський входить до десятки найдавніших міст Землі безперервного існування |
| 480 до н.е.                    | Об'єднання грецьких поселень на Боспорі Кімерійському у Боспорське царство під зверхністю Пантикапея. Археанакт засновує царську династію. |
| 438 до н.е.                    | У Боспорському царстві до влади приходить Спарток, який засновує нову династію. |
| 434 до н.е.                    | Договір про дружбу між Афінами та Боспорським царством |
| 421 до н.е.                    | Ще одна ймовірна дата заснування Херсонесу Таврійського — як колонії Гераклеї. |
| бл. 385 до н.е.                | Феодосія потрапляє до складу Боспорського царства після її облоги царем Левконом l. Також під владу царства підпадає Керченський півострів. |
| 331 до н.е.                    | Зопіріон, полководець Александра Македонського, рушив з військом через Дунай з метою підкорення народів у Північному Причорномор'ї. Ймовірно, намагався здобути Ольвію і оточив її. Був розбитий скіфами та ольвіополітами і загинув. |
| сер. ІІІ ст. до н. е.          | Сармати поступово витискають скіфів з Причорноморських степів до Таврії. Скіфські поселення залишились і на Нижньому Дніпрі. |
| III ст. до н. е. — І ст. н. е. | Зарубинецька культура у Середньому Подніпров'ї |
| 291 до н.е.                    | Гети перемогли Лісімаха |
| бл. 284 до н.е.                | Кельти в Західній Україні і Бессарабії. |
| 108—107 до н. е.               | Цар Боспору Перісад V заповідає своє царство Понту, що викликає повстання скіфів на чолі з Савмаком. Придушене за допомогою військ царя Понту Мітрідата VI Євпатора. |
| 106 до н. е.                   | Херсонес на деякий час приєднано до Боспорського царства |
| 63 до н. е.                    | Загибель царя Понту Мітрідата VI Євпатора у Пантикапеї в результаті бунту проти нього власного сина Фарнака. |
| 48—20 до н. е.                 | Правління у Боспорі Асандра. |
| 47 до н. е.                    | 2 серпня — перемога Юлія Цезаря над царем Боспора Фарнаком ІІ в битві при Зелі у Малій Азії. («Прийшов, побачив, переміг») |
| 30                             | Тіра входить до складу Римської імперії. |
| 38                             | Смерть боспорського царя Аспурга, родоначальника нової династії. На трон вступає його син Мітрідат ІІІ, якого було позбавлено влади братом Котісом за допомогою Риму. Початок римо-боспорської війни. |
| бл.69 — 244                    | Римський гарнізон у фортеці Харакс (біля сучасної Ялти). Також відомі римські гарнізони І — III ст. у Ольвії, Тірі, Херсонесі, сучасній Балаклаві. |
| 101                            | Загибель у засланні 3-го Папи Римського Климента I — ймовірно, у Херсонесі. |
| І — II ст.                     | Спорудження римлянами у південній Бессарабії захисних валів («Троянові вали») |
| поч. ІІІ ст.                   | Територію Правобережної України займають германські племена готів, які просунулись з північного заходу (вельбарська культура). Витиснення сарматів. Готська держава Ойум; створення Зміївих валів. Черняхівська культура — ймовірно, різноетнічний племінний союз у Правобережній Україні, на Полтавщині, у Молдові та східній Румунії на чолі з готами.                                                               |
| 238—270                        | Скіфські (Готські) війни: низка військових походів варварів на чолі з готами з Північного Причорномор'я на римські землі на Балканах і приморські міста Малої Азії та Греції. |
| 238                            | Перше готське нашестя на дунайські провінції Риму (племена карпів). |
| 248                            | Спільний похід готів і тайфалів на Мезію |
| 252                            | Готське нашестя на Балкани |
| 256                            | Готське нашестя на Малу Азію (258 р.?) |
| 267                            | Готське вторгнення в Малу Азію і Грецію, в якому брало участь близько 320 тис. воїнів. |
| 268                            | Набіг готів на Салоніки, їх розгром імператором Галлієном. Римські легіони залишають Дакію (або 271 р.). |
| бл.270                         | Готи руйнують причорноморські грецькі міста у тому числі і Ольвію. |
| 289                            | Війна імператора Діоклетіана з сарматами |
| 291                            | Війна готів і тайфалів проти вандалів і гепідів |
| 292                            | Війна Діоклетіана з сарматами |
| 306                            | Костянтин стає одним з соправителів Римської імперії |
| 324                            | Костянтин стає єдиним імператором Римської імперії (помер 337 р.) |
| 325                            | Імператор Костянтин Великий скликає у Нікеї 1-й Вселенський собор: християнство стає у Імперії державною релігією. |
| 337                            | Передові загони гунів досягли Дону |
| бл.350—376                     | Правління готського вождя Германаріха (Ерманаріха) |
| бл.360                         | Алани підкорені гунами |
| бл.362                         | Боспор підкорено Германаріхом |
| бл.365                         | Війна Германаріха проти слов'ян, в результаті якої їх частина втікає на північ (з часом — на оз. Ільмень) |
| бл. 373—376                    | Алано-готська війна. |
| бл.374                         | Війна готів з антами: загибель антського вождя Боза. |
| 375                            | Еракська битва: алани розбили готів |
| бл.375/376 (370?)              | Гунське нашестя. Розгром готів і їх втеча на захід. Вестготи (везиготи) за згодою римської адміністрації поселяються на Дунаї (у Фракії) на правах конфедератів. В подальшому підіймають антиримські повстання, виходять з-під контролю Імперії і починають військові рейди по її землях, що врешті решт призводить до краху Рима у 476 р. і створенню у Західній Європі 2-х готських та інших варварських королівств. |
| 378                            | Гуни перетинають Керченську протоку. Кінець Боспорського царства. |
| 395                            | Остаточний розподіл Римської імперії на Західну і Східну (Візантійську) |
| 420                            | Гуни закріплюються у Паннонії і починають загарбницькі походи по Європі |
| 434                            | Облога гунами Константинополя |
| 451                            | Битва на Каталаунських полях (після 20 червня 451 року), в якій війська Західної Римської імперії під керівництвом полководця Аеція в союзі з армією Тулузького королівства вестготів зупинили навалу коаліції варварських племен гунів і германців під проводом Аттіли на Галлію. |
| 453                            | Смерть вождя гунів Аттіли (406—453). Розпад держави гунів. |
| 482                            | Легендарна дата заснування Києва братами Києм, Щеком, Хоривом та сестрою Либіддю. Одна з версій походження назви міста — від імені одного з готських вождів (Кніва) |

## Доба раннього середньовіччя
|             | VI століття |
| 527—565     | Правління у Візантії імператора Юстиніана І, при якому, зокрема, було споруджено (або відновлено) низку укріплень у Таврії.                                                     |
| 545         | Анти стали союзниками Візантії проти «гунів» (і кутригурів) |
| 548         | Перше відоме вторгнення слов'ян на Балкани |
| бл.558      | Нашестя аварів |
| 558—559     | Вторгнення булгарського хана Забергана до Фракії. під час якого булгари дійшли до Константинополя.                                                                              |
| 560—570     | Закріплення аварів у Паннонії, яку вони зробили осередком своїх набігів на Європу.                                                                                              |
| 562         | Авари у Добруджі |
| 565         | Авари у Тюрингії |
| 565—578     | Після смерті Юстиніана в Константинополі царює Юстин ІІ (565—578 рр.) |
| 568         | Авари перемогли гепідів на Дунаї, після чого повністю заволоділи Паннонією; разом з гепідами Паннонію залишили і переселились до Італії лангобарди, сармати і булгари.          |
| 576         | Взяття Боспору військами Тюркського Каганату. Занепад Боспорського царства. |
| 581         | Облога Херсонесу тюрками. Остаточний розпад Боспорського царства на дрібні колонії.                                                                                             |
| 588-600     | Розподіл Тюркського каганату на Східний і Західний |
|             | VII століття |
| 610—641     | Візантійський імператор — Іраклій |
| бл. 625     | Утворення Хозарського каганату |
| 626         | Облога Константинополя аварами та слов'янами |
| 632—665     | Хану Кубрату вдалося об'єднати два провідних булгарських племені кутригурів і утигурів у єдину державу створивши потужну конфедерацію. Хан Великої Булгарії Кубрат              |
| бл.650      | Булгарська орда хана Аспаруха відкочувала з Приазов'я до Буджаку. Угри з Північного Кавказу перекочували на Дон і Сіверський Донець.                                            |
| 655         | Імператор Констант ІІ (641—678) відправляє у Херсонес римського папу Мартіна у заслання.                                                                                        |
| 668         | Розпад Великої Булгарії; її племена на чолі з синами померлого Кубрата розселяються на Волгу, Північний Кавказ, Дунай.                                                          |
| 680         | Булгари (хан Аспарух) перемогли візантійську армію і закріпилися на Нижньому Дунаї, де утворили свою державу. Угри поселились між Доном та Дніпром в межах Хозарського каганату |
| 695         | Імператора Юстиніана ІІ повалено і заслано у Херсонес. |
| бл.700      | Угри закріплюються на Сіверському Донці. |
|             | VIII століття |
| 717—741     | Правління у Візантії імператора Лева ІІІ Ісавра. |
| 730         | Едикт Лева ІІІ проти іконошанування. |
| 741—775     | Правління у Візантії імператора Костянтина V |
| бл.787—790  | Захоплення області і міста Дорос в Таврії хозарами. Антихозарське повстання в Кримській Готії на чолі з єпископом з Партеніту.                                                  |
| бл. 787—790 | Похід дружини Бравліна з «Новагорода» на Судак у Таврії (Даний факт відомий лише з одного історичного джерела).                                                                 |
| 796 (805)   | Знищення Аварського каганату у Паннонії франками |

## Давньоруська доба

### Утворення князівства русів
|               | ІХ століття |
| 829—842       | Феофіл (візантійський імператор) |
| 830           | Угри вийшли з підпорядкування Хозарського каганату, після чого переселились до Бессарабії |
| 838           | Перше відоме руське посольство з'явилось у Константинополі |
| 841           | Заснування у південній Таврії візантійської феми Кліматів — Херсона. |
| 842—867       | Візантійський імператор Михайло ІІІ П'яниця. |
| 859           | Сіверяни починають сплачувати данину хозарам |
| 860 (або 866) | Похід русів (Аскольд?) на Константинополь. Перший русько-візантійський договір. Візантійське посольство Кирила та Мефодія до Херсонесу на перемовини з хозарами.                                            |
| бл. 862       | Покликання варягів на Русь. Початок княжіння Рюрика (862—879) у Новгороді |
| 863           | Місія солунців Кирила та Мефодія в Моравії, винайдення ними слов'янської абетки |
| 864           | Київ захоплюють варязькі вожді Аскольд і Дір. Рюрик прислав до Полоцька збірників данини, а Аскольд і Дір розорили Полоцьк.                                                                                 |
| 866           | Невдалий похід Аскольда і Діра на Константинополь. |
| 867           | Константинопольській патріарх Фотій заснував першу єпархію для іноземців — слов'ян і варягів, які прийняли християнство. Ймовірна дата «Першого хрещення Русі» (Фотієвого, або Аскольдового)                |
| 867—886       | Візантійський імператор Василій І Македонянин |
| 879—912       | Княжіння Олега в Новгороді і Києві (з 882 ?) |
| 882           | Здобуття Києва новгородським князем Олегом і перенос сюди його столиці. Згідно з літописом — загибель Аскольда і Діра. Перший літописний спогад про Любеч (археологічне датування міста — з початку ІХ ст.) |
| 883           | Олег підкорив племена древлян. |
| 884           | Олег підкорив племена сіверян |
| 884—885       | Русько-хозарська війна |
| 885           | Олег підкорив племена радимичів і намагався підкорити уличів і тиверців |
| 896           | Битва на Південному Бузі, де болгарський цар Симеон I розбив військо угрів. Під тиском печенігів угри вимушені були відкочувати до Паннонії, де незабаром створили свою державу.                            |
| 898           | Угри під Києвом. Перехід угрів через Карпати у Паннонію. |

### Піднесення Київського князівства
|            | Х століття |
| 907        | Вдалий похід Олега на Константинополь. Укладення договору. Перший літописний спогад про Чернігів і Переяслав |
| 911        | Другий торговельний договір Олега з Візантією, а також договір про ненапад. |
| 912—945    | Княжіння Ігоря, сина Рюрика. |
| 915        | Перший похід печенігів на Русь. Укладання миру. |
| 920        | Похід Ігоря на печенігів |
| 941        | Невдалий похід Ігоря на Константинополь, знищення руських кораблів грецьким вогнем. |
| 943        | Успішний похід Ігоря у Східне Закавказзя (м. Бердаа) |
| 944        | Новий, невигідний договір Русі з Візантією. |
| 945        | Загибель князя Ігоря у Деревлянській землі під час повторного збору данини. |
| 945—964    | Княжіння вдови Ігоря — Ольги. |
| 946        | Придушення Ольгою повстання древлян після спалення Іскоростеня. |
| 955 (957?) | Посольство княгині Ольги до Константинополя. Хрещення Ольги. |
| 964—972    | Княжіння у Києві Святослава Ігоровича. |
| 959        | Руське посольство до короля Німеччини Оттона І. |
| 964        | Переможні походи Святослава проти хозар на Дон і Північний Кавказ; підпорядкування в'ятичів на Оці і Тмутаракані (Тументархана) на Тамані. |
| 965        | Переможний похід Святослава на Волзьку Булгарію, здобуття її столиці. Похід по Волзі на хозар, знищення Хозарського каганату; підпорядкування ясів (роксолани) та касогів на Північному Кавказі. |
| 967        | Святослав на прохання візантійського імператора Нікіфора Фокі здійснив вдалий похід на Дунайську Болгарію, заволодів столицею, взяв у полон кагана Бориса і переніс свою ставку у Переяславець на Дунаї. Печеніги, скориставшись відсутністю руської дружини, обложили Київ, обороною якого керувала княгиня Ольга. |
| 969        | Смерть княгині Ольги. Святослав призначає своїх синів намісниками: Володимира у Новгороді, Ярополка у Києві, Олега — у Древлянській землі. |
| 970—971    | Військові дії Святослава у Болгарії, пограбування околиць Константинополя, 971 — облога у Доростолі; поразка і відхід з Балкан. Укладення з Візантією договору на умовах 944 р. |
| 972        | Напад печенігів на загін Святослава біля Дніпрових порогів і загибель князя. |
| 976—1025   | Візантійський імператор Василій ІІ |
| 977        | В ході міжусобиць загинув Олег Святославич, його брат Володимир втік до Скандинавії. |
| 979        | Володимир повернувся до Києва з загоном варязьких найманців і вбив свого брата Ярополка . |
| 980—1015   | Княжіння у Києві Володимира Святославича |
| 981        | Похід Володимира на в'ятичів і їх підкорення. Конфлікт Києва з Польщею — Червенські міста (Червень, Перемишль) переходять до володінь Володимира. |
| 982        | Похід Володимира на радимичів, які після смерті Святослава перестали платити князеві данину. |
| 983        | Похід Володимира на ятвягів і їх підпорядкування, також взято під контроль торговельні шляхи по Бугу-Віслі і Німану. |
| 985        | Похід Володимира на Волзьку Булгарію і укладання з нею договору про мир і торгівлю |
| 987        | Володимир уклав союз з Візантією, отримав як наречену візантійську принцесу Ганну і прийняв християнство. |
| 988        | Руська флотилія спрямована на допомогу Константинополю. Володимир запроваджує християнство у Києві і на Русі. Митрополитом у Києві став грек Феофілакт (?). |
| 989        | Після 2-місячної облоги Володимир здобув Херсонес і добився цим одруження з Ганною. |
| 990—996    | Будівництво у Києві першої кам'яної церкви — Успіння Богородиці (Десятинної). |
| 992        | Антихристиянське повстання у Києві |
| 992—997    | Багаторазові напади печенігів на київські землі. |
| 996        | Урочисте відкриття першої у Києві кам'яної Десятинної церкви (25 травня), до якої прибули священики з Херсонеса; захоронення тут праху княгині Ольги. |
| 997—1038   | Правління в Угорщині князя (з 1000 р. — короля) Іштвана І. Ліквідував племінний поділ країни і ввів королівські комітати. Отримав 1000 р. королівську корону, ввів християнство в Угорщині. |

### Розквіт Київського Великого князівства. Початок князівських міжусобиць і занепаду
|            | ХІ століття |
| 1006       | Торговельний договір Володимира з Волзькою Булгарією. |
| 1011       | Ймовірна дата побудови князем Володимиром Софійського собору у Києві. |
| 1013       | Руські походи на Кавказ |
| 1014       | Похід Володимира на Новгород проти сина Ярослава. |
| 1015       | Смерть князя Володимира. Загибель у боротьбі за престол його синів Бориса і Гліба. Червенські міста переходять до Польщі — союзниці Святополка Володимировича в боротьбі за київський престол. |
| 1015—1019  | Князь Київський — Святополк Володимирович. |
| 1016—1019  | Міжусобна війна між синами князя Володимира князем київським Святополком і князем новгородським Ярославом. Відомі битви під Любечем 1016 р., після якої Ярослав зайняв Київ; битва на Бузі у 1018 р., в якій Ярослав зазнав поразки і битва на Альті у 1019 р., після якої київський престол остаточно залишився за Ярославом Володимировичем, а Святополк втік до Чехії. |
| 1016       | Битва під Любечем між Ярославом (новгородським князем з 1010 р.) і князем київським Святополком Володимировичами, в якій Святополк зазнав поразки і тимчасово втратив Київ. Експедиція візантійського флоту у східну Таврію проти повсталих хозар. |
| 1017—1018  | Польсько-руська війна Болеслава Хороброго, який виступив на боці свого зятя князя Святополка Володимировича проти його брата Ярослава Володимировича (Мудрого). Після військової сутички на Бузі Ярослав Володимирович втік до Новгорода, а польські війська увійшли до Києва, де знов посадили на престол князя Святополка.                                              |
| 1019       | Після поразки в битві на Альті, втечі до Чехії і смерті князя Святополка Володимировича князем у Києві стає його суперник і брат Ярослав. |
| 1022       | Тмутараканьський князь Мстислав-Костянтин Володимирович Хоробрий перемагає касогів |
| 1023       | Похід Мстислава Володимировича Тмутараканського на Київ і оволодіння Черніговом. |
| 1024       | Битва під Листвином (Чернігівщина) між Мстиславом і Ярославом Володимировичами. Ярослав зазнав поразки і за умовами Городцовського миру уступив брату Лівобережжя Дніпра з Черніговом і Переяславом, якими Мстислав володів до смерті у 1036 році. |
| 1025       | Польський князь Болеслав І Хоробрий приймає королівський титул |
| 1029       | Похід князя Ярослава на ясів на Північному Кавказі |
| 1031       | Ярослав захоплює під владу Києва Червенські міста. |
| 1036       | Розгром печенігів і їх відхід на захід. Після смерті чернігівського князя Мстислава Володимировича Лівобережжя Дніпра підпадає під владу князя Ярослава, який остаточно перебирається з Новгорода до Києва. |
| 1036       | Спорудження Спаського собору у Чернігові |
| 1037       | Офіційна дата завершення будівництва Софіївського собору у Києві (за останніми даними, був зведений ще за часів Володимира). Створення при ньому першої на Русі бібліотеки. Будівництво Золотих воріт у Києві, Георгіївської та Іринінської церков. |
| 1039—1047  | Укладено союз Русі та Польщі |
| 1043       | Невдалий похід князя Ярослава Володимировича на Константинополь |
| 1044       | Донька князя Ярослава Ганна стає дружиною короля Франції Генріха І. У 1060—1066 — регентша при малолітньому королі Филиппі І. |
| 1051       | Обрання нового митрополита Іларіона зборами руських єпископів. Заснування Печерського монастиря (лаври). |
| 1054       | Смерть Великого князя Ярослава; фактичний розподіл Київської держави його синами на окремі уділи-вотчини. Княжити у Києві став старший син Ізяслав (1054 −1068) |
| 1054       | Остаточний розкол християнської церкви в Європі на дві ворогуючі: католицьку і православну (ортодоксальну). |
| 1055       | Перший спогад у літописах про половців (орда хана Блуша) на кордонах Русі. |
| 1056—1057  | Створення у Києві Остромирова Євангелія |
| 1061       | Перший похід половців на Русь: Всеволод Ярославич зазнав поразки від хана Іскала, розорено Переяславську землю |
| 1068—1069  | Повстання у Києві і вигнання князя Ізяслава. На престол запрошено Всеслава Полоцького. |
| 1069       | Похід польського короля Болеслава ІІ Сміливого на Київ. |
| 1072       | Вірогідна дата прийняття князями зводу законів — "Правди Ярославичів" |
| 1073       | Початок збройної боротьби Ярославичів за київський великокнязівський престол. |
| 1073, 1076 | Створення найдавніших пам'яток писемності Русі — «Ізборників Святослава». |
| 1078       | 3 жовтня: Під Черніговом у битві проти князя Олега Святославича загинув київський князь Ізяслав. Київським князем стає Всеволод Ярославич. Втручання у руські справи польського короля Болеслава ІІ |
| 1090—1092  | Голод і мор у Києві |
| 1092—1094  | Війна Русі з половцями |
| 1097       | З'їзд князів у Любечі: князі Олег, Давид, Ярослав Святославичі, київський Святополк, Володимир Мономах, волинський Давид Ігорович і галицькі Ростиславичи — Володар і Василько. Вирішено питання про наслідування від батька до сина, формально визнано принцип вотчини. Перша писемна згадка про міста Теребовля, Турійськ і Буськ.                                      |
| 1098       | Захоплення і осліплення князя Теребовльського Василька Ростиславича. |

### Розпад Русі
|           | ХІІ століття |
| 1103      | Долобський з'їзд князів. Рішення князів про спільні дії проти половців.                                                                               |
| 1103—1120 | Серія походів князів Володимира і Святополка проти половців. Особливо вдалі 1103, 1107, 1111 рр.                                                      |
| 1108—1113 | Спорудження Михайлівського Золотоверхого собору у Києві.                                                                                              |
| 1110      | Часи написання «Повісті врем'яних літ» |
| 1111      | Перемога русів над половцями при Сальниці |
| 1113      | Смерть Святополка. Повстання залежних і кабальних людей проти князя і купців-лихварів. «Устав Володимира Всеволодовича».                              |
| 1113—1125 | Правління у Києві Володимира Всеволодовича Мономаха                                                                                                   |
| 1122      | Перемога візантійського імператора Іоанна ІІ Комніна над печенігами.                                                                                  |
| 1124—1153 | Правління у Галичині князя Володимирка |
| до 1125   | «Повчання дітям» Володимира Мономаха. |
| 1125—1132 | Княжіння у Києві Мстислава Володимировича |
| 1132      | Смерть Великого князя Мстислава, сина Володимира Мономаха. Остаточний розпад Русі на самостійні князівства.                                           |
| 1132—1139 | Княжіння у Києві Ярополка ІІ Володимировича |
| 1136      | Від Київського князівства відпав Новгород. |
| 1139      | Повстання у Києві і його захоплення Всеволодом Ольговичем (Князь у 1139—1146 рр.)                                                                     |
| 1144      | Об'єднання уділів на Дністрі в Галицьке князівство.                                                                                                   |
| 1146—1161 | Збройна боротьба князівських родів (Ольговичи, Мономаховичи, Давидовичи) за Київський престол                                                         |
| 1147      | Перші літописні спогади про міста Черкаси, Ніжин і містечко Кучково (Москов).                                                                         |
| 1153—1187 | Правління у Галицькому князівстві Ярослава Володимирковича Осмомисла; під контролем князівства опиняється територія сучасної Молдови до Чорного моря. |
| 1157      | Повстання смердів у Києві. Обрання князем ростовським і суздальським Андрія Боголюбського (1157—1174).                                                |
| 1169      | Андрій Боголюбський захопив, пограбував і зруйнував Київ, після чого повернувся княжити до Суздаля. Київське князівство остаточно стало другорядним.  |
| 1169      | Імператор Візантії Ісаак Ангел дозволив генуезцям плавати через Босфор і відвідувати Чорноморське узбережжя                                           |
| 1173—1205 | Правління на Волині (а з 1199 — і в Галичині) князя Романа Мстиславича                                                                                |
| 1176—1212 | Великий князь Володимирський Всеволод «Велике Гніздо»                                                                                                 |
| 1185      | Невдалий похід князя Новгород-Сіверського Ігоря на половців                                                                                           |
| бл 1187   | Створення «Слова о полку Ігоревім» |
| 1187—1199 | Княжіння у Галичі Володимира Ярославича. |
| 1196      | Вторгнення литовців у Волинське князівство |
| 1199      | Об'єднання Романом Волинським Галицького і Волинського князівств в єдине — Галицько-Волинське.                                                        |

### ПіднесенняГалицько-Волинського князівстваі татаро-монгольська навала
|              | ХІІІ століття |
| 1201         | Похід Романа Мстиславича Волинського на половців. |
| 1202         | Захоплення Романом Мстиславичем Києва. |
| 1203         | Рюрик Ростиславич (князь київський) за допомогою половецького війська розбив торків Романа Волинського, захопив і спалив Київ. |
| 1204         | Хрестоносці під час 4-го Хрестового походу захопили і пограбували Константинополь і на частині території Візантійської імперії створили підконтрольну їм Латинську. Це, зокрема, ускладнило прохід генуезьких кораблів через Босфор.                                                         |
| 1205         | Під час польського походу князь Галицький Роман Мстиславич потрапив у засідку і загинув; вдову князя Ганну з двома малолітніми синами Данилом та Васильком галицькі бояри вигнали, а княжити запросили трьох Ігоревичів з Сіверщини. Битва чернігівських князів з литовцями.                 |
| 1206         | Венеційці закріплюються в Солдаї (Судаку), якою володіють спільно з половцями (кипчаками) |
| 1213         | Галицькі бояри посадили на престол Володислава Кормильчича, що призвело до польсько-угорського вторгнення в Галичину. Половці прийняли у себе меркітів, з якими монголи знаходились у стані війни                                                                                            |
| 1214         | Спішська угода Угорщини і Польщі щодо галицько-волинських земель і прихід до Галича угорського королевича Коломана. |
| 1215         | Василько та Данило Романовичі повернули собі м. Володимир |
| 1217         | Набіг сельджуків на Судак |
| 1221         | Данило Романович почав княжити на Волині |
| 1223         | Монгольські загони Субедея та Джебе беруть Судак . 31 травня — битва на річці Калка: об'єднані сили руських і половецьких князів розбиті монгольськими загонами під командуванням Субедея і Джебе.                                                                                           |
| 1224         | Виникнення князівства у литовців |
| 1230         | Голод і мор по «всій землі Руській». Данило та Василько Романовичі оволоділи Волинню. |
| 1231—1238    | Війна Данила та Василька Романовичів з угорцями за Галичину. |
| 1238 (1237?) | Битва під Дорогочином: Данило Галицький розбив німецьких лицарів Добжинського ордену. |
| 1238         | Данило Романович Галицький повернув собі Галич з частиною князівства. Похід галичан на Литву. |
| 1239         | Монголо-татари здійснили руйнівний похід по Ростово-Суздальській та Чернігівській землям, а у Таврії захопили і пограбували Судак. Києвом заволодів Данило Романович Галицький і призначив сюди свого воєводу Дмитра.                                                                        |
| 1240         | Монголо-татарські орди на чолі з ханом Батиєм зруйнували Київ (6 грудня), інші південно-руські міста, обклали руські землі даниною і вдерлись до Центральної Європи (1241). |
| 1242         | Після походу по землям Польщі, Угорщини, Словаччини, Хорватії хан Батий з військом повернувся степом на Нижню Волгу, де заснував свою державу — Золоту Орду, до складу якої потрапили, зокрема, і нинішні південно-українські степові регіони з Таврією.                                     |
| 1243         | Перша поїздка руського князя (Ярослава Всеволодовича) до ставки монгольського хана за ярликом на княжіння. |
| 1245         | 17 серпня — битва під Ярославом: перемога галицького війська над угорцями і поляками. Данило Романович підпорядкував собі всю Галичину. |
| 1246         | Данило Романович відвідав столицю Орди — Сарай-Бату де вимушений був визнати себе підлеглим хана Батия. Подорож Плано Карпіні через Чехію, Польщу, Русь (Володимир, Київ) і Дон до Сарая і Монголії.                                                                                         |
| 1247         | На зворотному шляху з Монголії Плано Карпіні відвідав Київ (10-15 червня), де зустрівся з галицько-волинськими князями Васильком та Данилом Романовичами. |
| 1250         | Хрещення литовського князя Міндовга і союз з німцями. |
| 1253         | Папський посланник Опізо в Дорогичині коронує Данила Романовича «Королем Руським» Подорож монаха Гійома де Рубрука з Аккри через Крим (Солдайя — Перекоп) і Сарай-Бату до Каракорума |
| 1254         | Похід Данила Галицького на Київ. |
| 1256         | Перший спогад про Львів |
| 1257         | Татарський перепис населення Русі. |
| 1259         | Похід хана Бурундая на південно-західну Русь і Польщу. Данило Романович вимушений підтвердити свою вірність монголам і знищити укріплення своїх міст, а також узяти участь в спільному поході на Литву.                                                                                      |
| 1259         | Подорож Маффео і Ніколо Поло (Батька Марко Поло) через Солдайю і Перекоп до Сарая, Бухари і Ханбалика. |
| 1261         | Генуя та Візантія укладають Німфейський договір, за яким генуезці отримують виключне право на плавання в Чорному морі в обмін на допомогу Візантії при відвоюванні Константинополя. Відновлення Візантійської імперії: відвоювання Константинополя (щоправда, допомога Генуї не знадобилася) |
| 1264         | Після смерті Данила Романовича галицьким князем стає його син Лев (1264—1301). |
| 1265         | Для противаги Генуї візантійський імператор допускає в Чорне море також і венеційців |
| 1266         | Генуезці засновують свою першу і головну колонію в Причорномор'ї — Кафу (на місці давньої Феодосії) |
| 1270         | Після смерті Василька Романовича волинським князем стає його син Володимир (1270—1289) У Львові з'явилась вірменська колонія (можливо, кримських вірмен). |
| 1275         | Татарсько-галицький похід на Литву. |
| 1277         | Татарський беклярбек Ногай звернувся з пропозицією союзу до Володимира Васильковича Волинського, Льва Даниловича Галицького і Мстислава Даниловича Луцького і провів з ними спільний похід на Литву.                                                                                         |
| 1279         | Князь Лев Данилович за допомогою військ Ногая намагався захопити Сандомир у Польщі. |
| 1285—1287    | Похід золотоординського хана Тулабуга, темніка Ногая і руських князів на Польщу. |
| 1287         | Венеційський консул у Солдаї |
| 1288         | Генуезька колонія в Монкастро (Самастро) Повідомляється про похід темника Ногая на Польщу, у якому його супроводжували князі Лев Данилович і Мстислав Данилович (або 1291 рік) |
| 1298         | Ординський намісник Придунав'я беклярбек Ногай розбив у пониззі Сіверського Дінця військо хана Золотої Орди Тохти і став на короткий термін правителем ординських земель від Дунаю до Дону                                                                                                   |
| 1299         | Судак захоплено татарським темником Ногаєм. Також розорені Кирк-Ор, Херсонес, Кафа, Черкіо. Беклярбек Ногай розбитий золотоординським ханом Тохтою в районі Куяльника (нинішня Одеська область) і наступного року вбитий.                                                                    |
| 1300         | Стараннями володимирських князів митрополію перенесено з Києва до Володимира (митрополит Максим) На північному заході Малої Азії утворився бейлік Османа I — ядро майбутньої Османської імперії                                                                                              |

## Литовсько-руський і польський період

### Занепад Галицько-Волинського князівства і піднесенняВеликого князівства Литовського, Руського і Жемайтійського
| Роки        | Події |
| ----------- | --- |
|             | XIV століття |
| 1302        | У війні з Польщею Юрій Львович втратив Люблінську землю |
| 1301—1308   | Остання піднесення Галицько-Волинського князівства за князя (короля) Юрія Львовича |
| 1303        | Галицький князь Юрій Львович добився від Константинополя дозволу на створення окремої митрополії в Галичині (після переїзду Київського митрополита у 1300 р. до Володимира на Клязьмі), з перервами існувала до 1347 р., пізніше відновлювалась. |
| 1318        | Заснування Кафської католицької єпархії. Генуезці закріплюються у Воспоро (Черкіо) |
| 1320        | Битва на річці Ірпінь: литовський князь Гедимін розбив руське військо і зайняв Київ (або 1321) |
| 1322        | Перша писемна згадка про місто Мізоч |
| 1325        | Галицьким князем бояри обрали Болеслава II (Юрія) Мазовецького (1325—1340) |
| 1330        | Декілька тисяч вірмен переселяються з Ак-Сарая до Кафи. |
| 1332        | Заснування католицьких єпархій в Воспоро і Сарсоне (Херсонесі) |
| 1333        | Правління в Польщі Казимира ІІІ Великого (1333—1370) |
| 1334        | Арабський мандрівник і купець Ібн Баттута прослідував через Кафу і Солхат (Крим) на Азов (Тану) і далі до ставки ординського хана Узбека на Північному Кавказі. |
| 1339        | Санок, перше з руських міст, отримав Магдебурзьке право. |
| 1340        | Бояри отруїли галицького князя Юрія (1325—1340), після чого через 9 днів війська польського короля Казимира ІІІ вдерлись у Галичину. Проголошений боярами правитель Дмитро Дедько вимушений визнати залежність від короля Польщі. На Волині бояри проголосили князем зятя Юрія Мазовецького — сина князя Литви Гедіміна — Любарта.                                                      |
| 1340 (1343) | Захоплення Генуєю Сюмболона (Чембало) |
| 1342—1382   | Правління в Угорщині Людовіка І Анжуйського |
| 1344        | Смерть галицького правителя Дмитра Детка і початок війни Польщі і Литви за Галичину і Волинь (до 1366 р.) |
| 1345—1377   | Під контроль Великого князівства Литовського переходить Чернігівщина і Переяславщина |
| 1346        | Хан Джанібек обступає Кафу |
| 1349        | Успішна кампанія Казимира ІІІ і окупація Галичини і частини Волині. |
| 1356        | Вірмени Львова отримують привілеї власного судочинства |
| 1357        | Чембало: початок будівництва фортеці та заснування католицької єпархії |
| 1358        | Заснування вірменського монастиря Сурб-Хач (біля Старого Криму) |
| 1362        | Битва на Синіх Водах (1363?): князь Литовський Ольгерд переміг татарське військо і заволодів Києвщиною, Поділлям і всім Правобережжям Дніпра до Чорного моря |
| 1363        | Похід князя Литовського Ольгерда на Крим і на Москву |
| 1364        | Заснування Краківського університету. |
| 1364—1425   | Період посилення і зростання Московського князівства |
| 1365        | Судак переходить до Генуї; заснування тут католицької єпархії |
| 1368        | Похід князя Литовського Ольгерда на Москву |
| 1370        | Після смерті короля Польщі Казимира ІІІ польськім королем стає король Угорщини Людовик І Анжуйський; Галичина тимчасово переходить до Угорського королівства. Похід князя Литовського Ольгерда на Москву |
| 1372        | Похід князя Литовського Ольгерда на Московське князівство |
| 1374        | Людовик І Анжуйський позбавив польську шляхту від сплати всіх податків |
| 1375        | Похід князя Литовського Ольгерда на Смоленські землі |
| 1380—1387   | Згідно з низкою договорів з татарами, Південний берег Криму від Кафи і Солдайї до Алушти та Чембало переходять до Генуї. |
| 1382        | Польська королева Ядвіга повертає Галичину Польщі (1385—1386?) |
| 1385        | Кревська унія: об'єднання Польщі і Литви в результаті браку польської королеви Ядвіги і Великого князя Литовського Владислава Ягайла (Ягеллона) |
| 1385        | Вітовта (кузена короля Ягайла) визнано Великим князем Литовським |
| 1387        | Ліквідація поляками Галицького князівства |
| 1393 — 1394 | Ліквідація литовцями руських удільних князівств |
| 1394        | В Україні зафіксовані перші гармати. Гармати і 6 бочок пороху привіз король Володислав ІІ Ягайло до Львова. Того ж року з наказу короля львівський гармаш Зброжек привіз перші гармати і 6 бочок пороху до Кам'янця на Поділлі. |
| 1395        | Крим та Кавказ спустошені військами Тимура, особливо постраждали християни. |
| 1397        | Великий князь Литовський Вітовт дійшов до Кафи, взяв Кирк-Ор і зруйнував Херсонес . Золотоординський хан Тохтамиш (знаходячись у вигнанні у Литві) погодився на передачу під контроль Великого князівства Литовського Київщини, Переяславщини, Чернігівщини і степів на правому березі Дніпра в обмін на допомогу в боротьбі з Тамерланом. Перша писемна згадка про міста Сколе і Бучач |
| 1399        | Херсонес остаточно зруйнований темником Едигеєм, після чого вже не відновлювався. Битва на Ворсклі (1399): русько-литовсько-польські війська на чолі з князем Вітовтом (75 000) зазнають поразки від татар Єдігея (20 000). Розорення татарами Київщини, Поділля, Волині. |

### Розквіт західно-руської держави—Великого князівства Литовського. ВиникненняКримського ханстваі піднесенняОсманської імперії
|              | XV століття |
| 1402         | Вітовт остаточно оволодів Смоленським князівством. |
| 1403         | Відновлення фортеці Феодоро (Мангуп) в гірському Криму |
| 1408         | Договір між Москвою та Литвою на Угрі, який встановлював кордон по цій річці, що не виключало переходу князів з литовського берегу на службу до Москви |
| 1410         | Грюнвальдська битва: перемога польсько-литовсько-руського війська над тевтонськими лицарями. |
| 1413         | Городельська унія між Вітовтом та Ягайлом. Литовські бояри-католики отримали права польської шляхти. |
| 1427         | Хан Хаджі-Гірей домагається виокремлення Кримського ханства зі складу Золотої Орди. Феодоріти завершують будівництво гавані Авліта (Каламіта). |
| 1428         | Згадуються генуезькі консули в Кафі, Трапезунді, Тані, Чембало, Солдайї, Самастро, Коппі, Севастополісі, Синопі. |
| 1432—1436    | Велике князівство Руське (1432—1435) князя Свидригайла. Розкол у Великому князівстві Литовському. Сигізмунд Стародубський (брат Вітовта) дарує православному дворянству права, як і у католицького. |
| 1433         | Повстання населення Чембало проти генузців, підтримане Феодоро . |
| 1434         | Західне Поділля переходить до Польщі і перетворюється на воєводство. Експедиційний корпус з Генуї відвойовує Чембало у Феодоро, руйнує Каламіту, але зазнає поразки від кримських татар в битві під Солхатом. |
| 1438—1445    | Флорентійська церковна унія — спроба об'єднати католицьку і православну церкви. |
| 1438         | Невдала спроба генуезців відвоювати у феодоритів Алусту, Партеніт, Гурзуф |
| 1438—1454    | Спорудження фортеці у Білгороді-Дністровському |
| 1447         | Заснування міста Рахів на Закарпатті |
| 1448         | Собор російських єпископів призначає єпископа рязанського Іону митрополитом без отримання дозволу Вселенського патріарха: фактично Московська православна церква стала автокефальною. Константинополь затвердив Іону митрополитом лише 1451 р. |
| 1449         | Утворення незалежного Кримського ханства |
| 1452         | На початку 1452 р. волинські замки зайняли литовські війська, а незабаром Волинське князівство було остаточно ліквідоване і перетворене в провінцію Великого князівства Литовського, якою став управляти великокнязівський намісник. |
| 1453         | Взяття турками Константинополя — крах Візантійської імперії, після чого Генуя продає чорноморські колонії своєму банку Сан-Джорджо |
| 1456 (1458?) | Під впливом короля Польщі (Литовського князя?) Вселенський патріарх призначає митрополитом Київським Григорія. Розкол руської церкви. Київська митрополія — 10 українських і білоруських єпископатів. |
| 1463—1485    | Період становлення Московського великого князівства як єдиної держави Північного сходу Русі. (Псков приєднано 1510 р., Рязань — 1521 р.) |
| 1471         | Ліквідація Київського удільного князівства і утворення Київського воєводства. |
| 1473         | Кримське ханство потрапляє в залежність від Османської імперії |
| 1475         | Османське завоювання південного Криму. Здається Кафа, взяті штурмом Судак, Чембало, Алуста (Алушта). Генуезькі колонії знищені. Після декількох місяців героїчної оборони пала фортеця Мангуп і князівство Феодоро припинило своє існування |
| 1478         | Кримський хан визнає себе васалом Османської імперії |
| 1480         | Хан Великої Орди Ахмат пройшов з військом через землі свого союзника — короля Казимира IV на р. Угру, де гадав вдертися до меж Московського князівства, але був зупинений російським військом («Стояння на Угрі»). Кінець татаро-монгольського іга на Русі. |
| 1482         | Перший похід кримських татар (як союзників московського князя) на українські землі: хан Менглі Герай грабує Київ і в подарунок московському князю Івану висилає віз з награбованим добром київських соборів і церков, в тому числі іконостас, золоту чашу і діскос з собору Святої Софії |
| 1483         | 7 лютого — у Римі друком вийшла книга "Прогностична оцінка поточного 1483 року" професора Болонського університету Юрія Дрогобича - перша з відомих на сьогодні виданих книг українського і східно-європейського автора |
| 1484         | Турецька армія переходить Дунай і бере Кілію та Білгород (Аккерман). Османська імперія бере під контроль все чорноморське узбережжя |
| 1489         | Перші відомі спогади про козаків у битві разом з поляками проти татар на Брацлавщині. |
| 1490 — 1492  | На Галичині — повстання під проводом Мухи та Борулі |
| 1492—1494    | Московсько-литовська війна (князь Іван ІІІ і князь Олександр). |
| 1493         | Московський князь Іван ІІІ Васильович приймає титул «Государя всієї Русі» - Не підтверджено! |
| 1494         | 5 лютого — завершення російсько-литовської війни 1492—1494 рр. Укладено «Вічний мир»: Олександр відмовився від претензій на Новгород, Твер і Псков; більша частина земель верховських князівств, володіння хлепецьких і вяземських князів відходили Івану III, який повертав Литві Любутськ, Серпейськ, Мосальськ, Опаків и відмовлявся від претензій на Смоленськ и Брянськ. Литовський великий князь Олександр одружувався на доньці Івана III Олені |
| 1497         | Луцьк отримав Магдербурзьке право |
| 1498         | Похід турецько-молдавського війська у Галичину проти Польщі. |
| 1500         | Під владу Москви від Литви перейшли князі Стародубсько-Можайський Семен Іванович і Новгород-Сіверський Василій Іванович Шемячич, що стало причиною війни між Московським і Литовським великими князівствами 1500—1503 рр. Другий похід Івана ІІІ проти литовського князя Олександра. |

### ВиникненняЗапорізької Січі. Утворення Речі Посполитої. Посилення Московії і Османської імперії
|           | XVI століття |
| 1501      | Молдова потрапляє у залежність від Османської імперії |
| 1502      | Армія союзника Москви — кримського хана Менґлі І Ґерая — у кількості 90 000 воїнів в ході російсько-литовської війни спустошила землі Правобережжя аж до Львова, Любліна і Кракова. |
| 1503      | Закінчення московсько-литовської війни 1500-1503 рр. Підписано перемир'я між царем московським Іваном ІІІ і Великим князем Литовським, згідно з яким Іван ІІІ отримав Чернігів, Новгород-Сіверський, Брянськ, Путивль, Гомель, частину смоленських і вітебських земель. Таким чином Велике князівство Литовське втратило близько третини території. |
| 1505      | Польській король Олександр Казимирович видає Радомську конституцію. Прикріплення селян до сел. |
| 1507—1508 | Московсько-литовська війна, завершилась мирним договором: кордони залишались старі, землі Глинських залишались за Великим князівством Литовським. |
| 1508      | Виступ проти литовської влади магната Михайла Глинського з братом, їх дії на стороні московських військ і втеча до Москви. Кримськотатарський набіг на Правобережну Україну. |
| 1509      | Кримськотатарський набіг на Правобережну Україну |
| 1512      | Кримськотатарський набіг на Волинь |
| 1512—1522 | Московсько-литовська війна. За мирною угодою, до Москви переходили захоплені нею 1514 р. Смоленські землі (23 тис. кв.км), але від претензій на Київ, Вітебськ і Полоцьк, а також на повернення полонених Москва відмовлялась. |
| 1514      | В ході війни з Великим князівством Литовським Московія захоплює Смоленськ |
| 1518      | Кримськотатарський набіг на Волинь |
| 1523      | Всі володіння сіверських князів увійшли до складу Московії. |
| 1523      | Похід козаків на фортецю Очаків |
| 1526      | Битва при Могачі: турки захопили Угорщину; у Трансильванії утворилося васальне від Османської імперії князівство Трансильванія (Семигород). |
| 1529      | Запровадження 1-го Литовського статуту |
| 1533—1538 | Після смерті великого московського князя Василія ІІІ править його вдова — Олена Глинська |
| 1534—1537 | Московсько-литовська війна (Стародубська). Стародуб було знищено. За умовами миру, Велике князівство Литовське повернуло собі Гомельську волость, але спірні Себеж та Заволоччя залишились за Москвою. |
| 1538      | Перший відомий набіг козаків на чайках на Очаків. |
| 1547      | Московський князь Іван IV Грозний приймає царський титул |
| 1552      | Іван IV Грозний здійснює 3-й похід на Казань. Казанське ханство — перша неруська держава, включена до складу Русі. |
| 1552—1558 | Дмитро Вишневецький («Байда») збудував на о. Мала Хортиця укріплення - першу Запорізьку Січ (Хортицька Січ) |
| 1557      | 24-дення облога і безрезультатний штурм Хортицького замка кримськими загонами. |
| 1558—1583 | Ливонська війна (З 1562 — за участю Великого князівства Литовського): невдала спроба Москви приєднати Прибалтику. |
| 1564      | В Польщі з'явився орден єзуїтів. |
| 1564—1593 | Томаківська Січ |
| 1566      | Запровадження 2-го Литовського статуту. |
| 1569      | Люблінська унія: об'єднання Великого князівства Литовського та королівства Польського в єдину державу — Річ Посполиту. При цьому українські землі (Підляське, Брацлавське, Київське, Волинське воєводства) перейшли до польської частини держави, а за Литвою залишились білоруські. Українська шляхта отримувала ті ж права, що і польська.        |
| 1570      | Іван Грозний відправив грамоту донським козакам (цей день вважається Днем заснування донського козацтва) |
| 1571      | Кримські татари востаннє спалили Москву. Цар Іван IV втік зі своєї столиці. |
| 1572      | Виникнення реєстрового козацтва — король Сигізмунд II Август санкціонував створення загону у кількості 300 козаків на чолі з шляхтичем Бадовським. Незабаром загін було розформовано. |
| 1573      | Заснування Іваном Федоровим типографії у Львові. |
| 1574      | Надрукування Іваном Федоров[ич]ем у львівській типографії перших двох книг — «Апостол» і «Буквар». Смерть останнього короля з династії Ягеллонів; шляхта отримує право обирати монарха і укладати з ним договір з визначенням прерогатив. |
| 1576      | Заснування Острозької греко-слов'яно-латинської школи (існувала до 1636 р.) і типографії (існувала до 1612 р.) |
| 1576—1586 | Король Речі Посполитої Стефан Баторій |
| 1577      | В Острозі за сприяння князя Костянтина Острозького стала до ладу друкарня на чолі з Іваном Федоровим |
| 1578      | Виникнення козацького реєстру: король Стефан Баторій встановив платню 600 козакам і дозволив розташувати їм в м. Трахтемирові свій арсенал і шпиталь. Керували козаками офіцери-дворяни. |
| 1580-1581 | Іван Федоров видає Біблію в Острозькій типографії |
| 1583      | Взяття козаками Білгорода (Аккермана). Польській король Стефан Баторій для задоволення османського султана наказав стратити 31 козака — учасника штурму. |
| 1585      | у Львові засновано «Ставропігійське братство». |
| 1588      | 3-й Литовський статут. Закріпачення селян Брацлавщини і Придніпров'я. |
| 1589      | Реєстр козаків визначено у 3 000. |
| 1589—1590 | Повстання у Білій Церкві. |
| 1591—1593 | Козацьке повстання на чолі з гетьманом Криштофом Косинським. |
| 1593—1594 | Козацька армія найманців в кількості 12 000 воює в Молдові, внаслідок чого молдовський господар на деякий час визнав себе васалом Габсбургів. |
| 1593—1630 | Базавлуцька Січ |
| 1594—1595 | Антипольське повстання у Брацлаві. |
| 1594—1596 | Повстання в Україні і Білорусі під проводом С.Наливайка і Г.Лободи. |
| 1596      | Берестейська унія. Створення Греко-Католицької церкви. |